# Osman Pazarlama
Osman Pazarlama ist eine türkische Filmkomödie des Regisseurs Togan Gökbakar aus dem Jahr 2016.

## Inhalt
Osman Şaşmaz ist ein ehrgeiziger, aber erfolgloser Geschäftsmann in Istanbul. Er träumt vom großen Durchbruch mit seinen skurrilen Erfindungen, doch seine Geschäftsideen scheitern immer wieder. Gleichzeitig möchte er seine große Liebe Leyla heiraten, doch ihr Vater verlangt finanzielle Stabilität.
Mit Unterstützung seines Freundes Erkan und seines Mitarbeiters Rauf versucht Osman, Investoren zu gewinnen. Doch ein gescheiterter TV-Auftritt, betrügerische Geschäftspartner und seine eigene Tollpatschigkeit stehen ihm im Weg. Trotz aller Rückschläge gibt er nicht auf.
Am Ende überzeugt Osman Leylas Vater durch seine Beharrlichkeit und darf sie heiraten – auch wenn sein geschäftlicher Erfolg weiter ausbleibt. Der Film schließt humorvoll mit einer neuen absurden Geschäftsidee, die zeigt, dass Osman seinen Traum nicht aufgibt.

## Produktion
Der Film wurde von Togan Gökbakar inszeniert. Das Drehbuch wurde von Şahan Gökbakar verfasst. Osman Pazarlama wurde in verschiedenen Teilen Istanbuls gedreht. Der Film kam am 19. Februar 2016 in die türkischen Kinos.

## Rezeption
„Draller Humor verbindet sich mit subversiven Sticheleien gegen Rassismus und nationale Dünkel, wobei sich die aufgeplusterte Knallcharge am Ende als trotziger Repräsentant des gesunden Menschenverstands erweist.“

Auf IMDb erhielt er 3,5 von 10 möglichen Punkten.